# منافسة روبوت

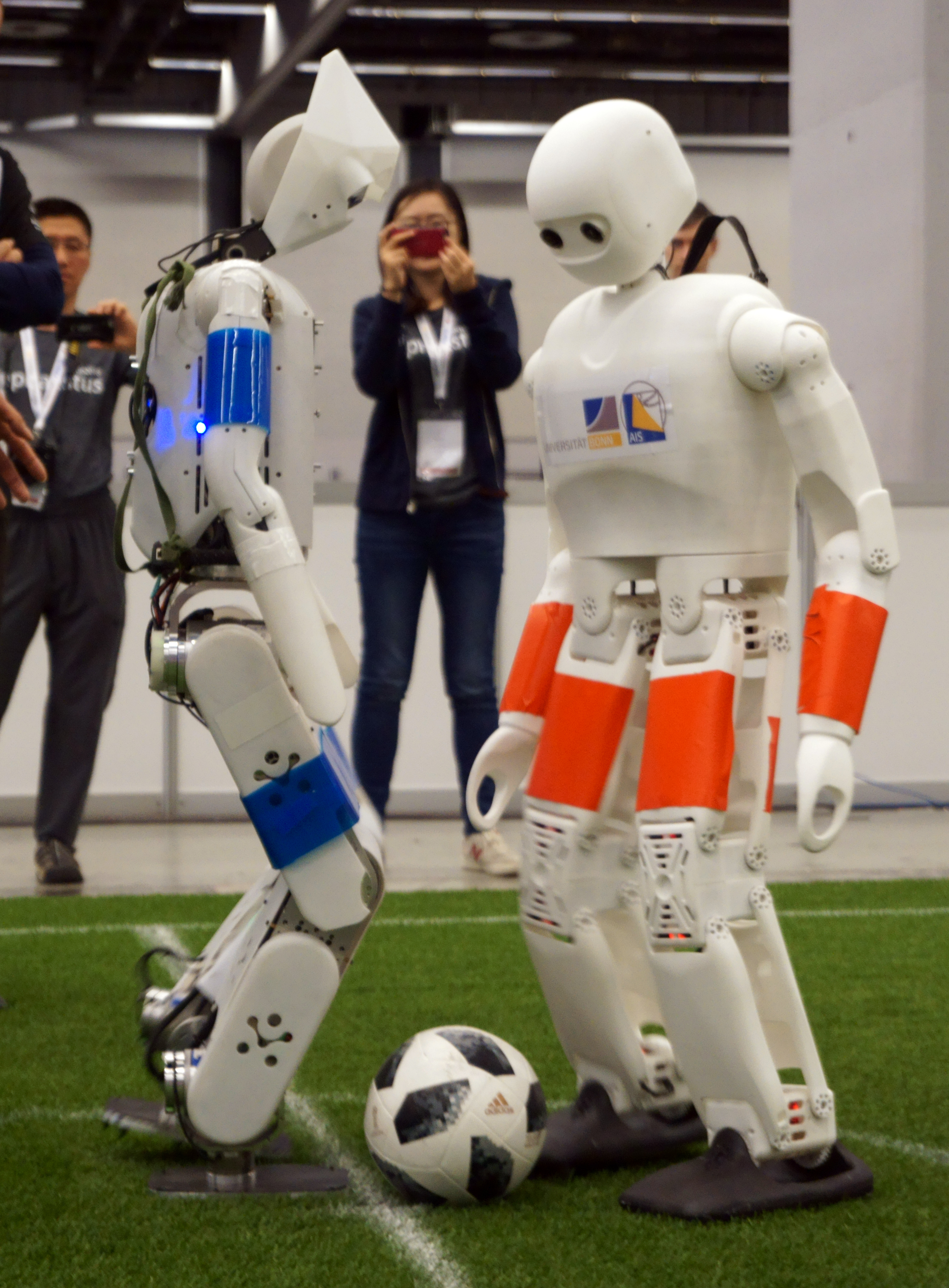

منافسة الروبوت هو الحدث الذي يكون فيه على الروبوتات تنفيذ مهام محددة. غالبًا، ما يكون عليهم هزيمة روبوتات أخرى في سبيل أن يكون أفضل روبوت.
الكثير من المنافسات تكون للمدارس، لكن هناك عدد متزايد للمنافسات المعنية بالمحترفين.